# Eudorylas fractus
Eudorylas fractus är en tvåvingeart som först beskrevs av Hardy 1962.  Eudorylas fractus ingår i släktet Eudorylas och familjen ögonflugor.
Artens utbredningsområde är Madagaskar. Inga underarter finns listade i Catalogue of Life.